# إنريكو بينديتي
إنريكو بينديتي (بالإيطالية: Enrico Benedetti)‏ هو لاعب هوكي جليد إيطالي، ولد في 16 أغسطس 1940 في كورتينا دامبيدزو في إيطاليا.

## وصلات خارجية
- إنريكو بينديتي على موقع EliteProspects.com (الإنجليزية)
- إنريكو بينديتي على موقع أوليمبيديا (الإنجليزية)